# Condado de Whitley (Kentucky)
O Condado de Whitley é um dos 120 condados do estado americano de Kentucky. A sede do condado é Williamsburg, e sua maior cidade é Williamsburg. O condado possui uma área de 1 153 km² (dos quais 13 km² estão cobertos por água), uma população de 35 865 habitantes, e uma densidade populacional de 31 hab/km² (segundo o censo nacional de 2000). O condado foi fundado em 17 de janeiro de 1818. O condado proíbe a venda de bebidas alcoólicas.